# Окбрук-Террас
Окбрук-Террас — город в округе Ду-Пейдж, штат Иллинойс. По данным переписи населения в 2010 году, в городе проживало 2134 человека, которое по оценкам уменьшилось бы до 2119 к июлю 2018 года. Это самый маленький город в округе Ду-Пейдж с точки зрения площади и численности населения.

## История
Окбрук-Террас изначально назывался Utopia, это имя было предложено почтальоном. Название Oakbrook Terrace было принято в ноябре 1959 года.

## География
Согласно переписи 2010 года, Окбрук-Террас имеет общую площадь 1,278 квадратных миль (3,31 км 2), из которых 1,25 квадратных миль (3,24 км 2) (или 97,81 %) — это земля и 0,028 квадратных миль (0,07 км 2) (или 2,19 %) — вода.

## Демография
| 1960 | 1970 | 1980 | 1990 | 2000 | 2010 | 2019 |
| ---- | ---- | ---- | ---- | ---- | ---- | ---- |
| 1121 | 1126 | 2285 | 1907 | 2300 | 2134 | 2098 |

По данным переписи населения на 2000 года в городе проживало 2300 человек, в том числе 553 семьи. Плотность населения была 1651,2 человек на квадратную милю.
14,2 % семей имеют детей в возрасте до 18 лет, проживающих с ними, 37,9 % являются супружескими парами, живущими вместе, 6,6 % семей проживали без мужей.
Средний доход мужчин составлял 60 563 доллара по сравнению с 45 000 долларов у женщин. Доход на одного человека в городе составлял 44 345 долларов.

## Достопримечательности
Башня Окбрук-Террас, восьмиугольное 31-этажное офисное здание, было спроектировано Гельмутом Яном и построено в 1987 году. Это самое высокое здание в Иллинойсе за пределами города Чикаго и в настоящее время принадлежит Blackstone Group Башня высотой 127 метров имеет 773 000 квадратных футов (71 800 м 2) офисных помещений. Есть слухи о том, что башня наклоняется или опускается.